# 122-га піхотна дивізія (Третій Рейх)
122-га піхотна дивізія (Третій Рейх) (нім. 122. Infanterie-Division) — піхотна дивізія Вермахту за часів Другої світової війни.

## Історія
122-га піхотна дивізія була створена 7 жовтня 1940 в 2-му військовому окрузі (нім. Wehrkreis II) у Штеттіні в ході 11-ї хвилі мобілізації.

## Райони бойових дій
- Німеччина (жовтень 1940 — червень 1941);
- СРСР (північний напрямок) (червень 1941 — вересень 1943);
- СРСР (центральний напрямок) (вересень 1943 — березень 1944);
- Фінляндія (березень — липень 1944);
- СРСР (північний напрямок) (липень — жовтень 1944);
- Курляндський котел (жовтень 1944 — травень 1945).

## Командування

### Командири
- генерал-лейтенант Зігфрід Махольц (нім. Sigfrid Macholz) (5 жовтня 1940 — 8 грудня 1941);
- генерал-лейтенант Фрідріх Баєр (нім. Friedrich Bayer) (8 грудня 1941 — 17 лютого 1942);
- генерал-лейтенант Зігфрід Махольц (17 лютого — 1 серпня 1942);
- генерал-лейтенант Курт Хілль (нім. Kurt Chill) (1 серпня — 10 жовтня 1942);
- генерал-лейтенант Густав Гундт (нім. Gustav Hundt) (10 жовтня — листопад 1942);
- генерал-лейтенант Зігфрід Махольц (листопад — 1 грудня 1942);
- генерал-майор Адольф Вестгофф (нім. Adolf Westhoff) (1 грудня 1942 — 8 січня 1943);
- генерал-майор Адольф Тровіц (нім. Adolf Trowitz) (8 січня — 15 травня 1943);
- генерал-лейтенант Альфред Тільманн (нім. Alfred Thielmann) (15 травня — 27 червня 1943);
- генерал-лейтенант Курт Хілль (27 червня 1943 — 1 лютого 1944);
- генерал-майор Йоганн-Альбрехт фон Блюхер (нім. Johann-Albrecht von Blücher) (1 — 4 лютого 1943), ТВО;
- генерал-майор Геро Бройзінг (нім. Hero Breusing) (4 лютого — 25 серпня 1944);
- генерал від інфантерії Фрідріх Фангор (нім. Friedrich Fangohr) (25 серпня 1944 — 20 січня 1945);
- генерал-майор Бруно Шац (нім. Bruno Schatz) (20 січня — 8 травня 1945).

## Нагороджені дивізії
Нагороджені Сертифікатом Пошани Головнокомандувача Сухопутних військ для військових формувань Вермахту за збитий літак противника
- 11-та артилерійська батарея 122-го артилерійського полку за дії 18 листопада 1944 (?).

Нагороджені дивізії
|  | Кавалери Нагрудного знаку ближнього бою в золоті                                                           | 4                                                                                 |
|  | Кавалери Золотого Німецького Хреста                                                                        | 104                                                                               |
|  | Кавалери Срібного Німецького Хреста                                                                        | 2                                                                                 |
|  | Кавалери Лицарського хреста Залізного хреста з Дубовим листям                                              | 2 (№ 576 майор Вальтер Найцель — 05.09.1944 № 789 майор Генріх Руль — 16.03.1945) |
|  | Кавалери Лицарського хреста Залізного хреста                                                               | 32 (у тому числі 1 непідтверджене)                                                |
|  | Кавалери Почесної відзнаки Сухопутних військ «Почесна застібка на орденську стрічку для Сухопутних військ» | 25                                                                                |
|  | Кавалери ордену Хрест Свободи І-го ступеня з мечами (Фінляндія)                                            | 1                                                                                 |

- Нагороджені Сертифікатом Пошани Головнокомандувача Сухопутних військ (13)